# Furci Siculo
Furci Siculo – miejscowość i gmina we Włoszech, w regionie Sycylia, w prowincji Mesyna.
Według danych na rok 2004 gminę zamieszkiwało 3285 osób, 193,2 os./km².